# 土井助三郎
土井 助三郎（どい すけさぶろう、慶応3年2月6日（1867年3月11日） - 大正14年（1925年）2月15日）は、日本の化学者。教育者。

## 経歴
1867年東京府生まれ。1887年（明治20年）、東京帝国大学理科大学応用化学科を卒業。1889年（明治22年）より山口高等中学校教諭となり、1899年（明治32年）からは石川県工業学校校長を務めた。1903年（明治36年）より応用科学研究のためイギリス・フランス・ドイツに留学した。帰国後の1905年（明治38年）からは名古屋高等工業学校校長に就任した。さらに1918年（大正7年）からは大阪工業高等学校校長に転じた。